# Скьяффино, Хуан Альберто
Хуа́н Альбе́рто Скьяффи́но (исп. и итал. Juan Alberto Schiaffino; 28 июля 1925[…], Монтевидео — 13 ноября 2002, Монтевидео) — уругвайский футболист, выступавший на позиции нападающего и полузащитника. Чемпион мира 1950 года в составе сборной Уругвая. Величайший футболист Уругвая всех времён. После победы на чемпионате мира Скьяффино переехал в Италию, где получил итальянское гражданство и выступал за сборную этой страны. По окончании карьеры футболиста работал тренером, в том числе возглавлял сборную Уругвая.

## Биография
Хуан Альберто Скьяффино родился в семье итальянских эмигрантов. С юношеских команд играл на роли инсайда, чему способствовало довольно хрупкое телосложение игрока. Однако сам «Маленький маэстро», как прозвали игрока после появления в основе «Пеньяроля», всегда любил подключаться на острие атаки и помимо великолепных передач на нападающих всегда много забивал сам.
Уже в 20 лет Скьяффино стал лучшим бомбардиром чемпионата Уругвая. С 1946 года начал выступать за сборную Уругвая. В 1949 году Скьяффино по-настоящему громко заявил о себе на международном уровне, когда в Сан-Паулу уругвайцы в великолепном стиле обыграли сборную Бразилии со счётом 4:3. В том же году «Пеньяроль» выиграл чемпионат страны, не проиграв ни единого матча в турнире.

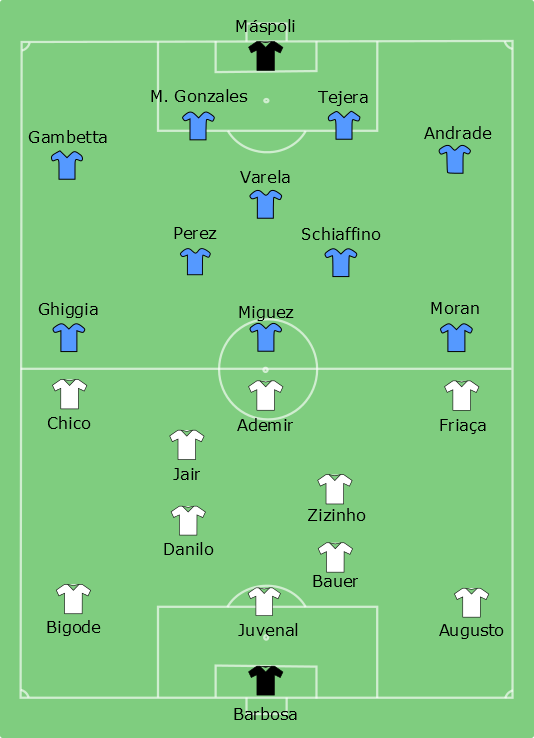
В решающем матче чемпионата мира 1950 против Бразилии Скьяффино действовал на позиции оттянутого центрального форварда. Хуан выступил в качестве основного дирижёра атак Селесте.

На чемпионате мира 1950 года костяк сборной составляли игроки «Пеньяроля», хотя сам Скьяффино не считался перед началом безусловным лидером команды. Однако первый же матч против сборной Боливии расставил всё по местам. В единственном матче группового турнира уругвайцы разгромили андцев со счётом 8:0. Хотя по официальной статистике ФИФА на счету Скьяффино числится дубль, а хет-триком отметился Омар Мигес, роль в забитых уругвайцами голах Скьяффино была настолько велика, что и спустя несколько десятилетий в некоторых статистических источниках на его счету было указано 4 или даже 5 голов. Как бы то ни было, «Селесте» вышла в финальную группу, где в первых двух матчах сразилась с Швецией и Испанией. А решающий матч был Мараканасо.

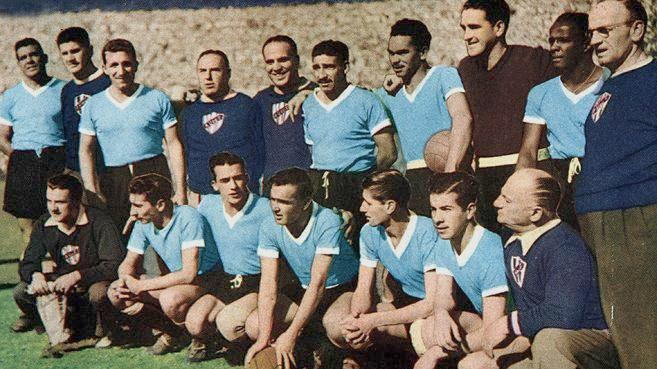
Сборная Уругвая — чемпион мира 1950 года. Скьяффино сидит третьим справа (перед Рубеном Мораном и тренером Эрнесто Фиголи).

В этом матче Скьяффино стал героем, сравняв счёт. В итоге Уругвай в фантастическом матче победил Бразилию и стал во второй раз чемпионом мира.
На следующем чемпионате мира Скьяффино вновь блистал, хоть и Уругвай занял в итоге всего 4-е место, уступив Венгрии в полуфинале и Австрии в матче за 3-е место. После чемпионата «Милан» приобрёл его у «Пеньяроля» за рекордную на тот момент сумму (72 тысячи фунтов стерлингов). С «Миланом» Скьяффино неоднократно становился чемпионом Италии, доходил до финала Кубка чемпионов в 1958 г. Но, несмотря на превосходный сольный гол уругвайца, «Милан» всё-таки уступил «Реалу» со счётом 2:3.
Свою карьеру Скьяффино завершил в итальянской «Роме», причём завершил её на высокой ноте, завоевав с ней Кубок ярмарок.

## Карьера
- Клубы — «Пеньяроль» (1943—1954), «Милан» (1954—1960), «Рома» (1960—1962). В итальянской Серии А сыграл 188 матчей, забил 50 голов.
- Сборная Уругвая — 25 матчей, 11 голов
- Сборная Италии — 4 матча

## Титулы и достижения
- Чемпион Уругвая (6): 1944, 1945, 1949, 1951, 1953, 1954
- Чемпион Италии (3): 1954/55, 1956/57, 1958/59
- Обладатель Кубка ярмарок: 1960/61
- Обладатель Латинского кубка: 1956
- Чемпион мира: 1950
- Полуфиналист чемпионата мира: 1954
- Футболист года в Уругвае (2): 1949, 1950
- Лучший бомбардир Латинского кубка: 1956